# Fonticulus mastoidalis

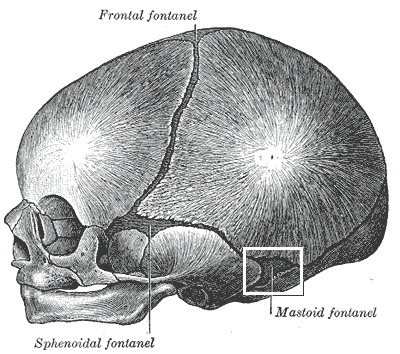
Egy újszülött koponyája oldalról (a fehér téglalap jelöli a kutacsot)

A fonticulus mastoidalis egy kutacs az újszülött koponyáján. A négy közül a legkisebb. A koponya hátsó oldalsó részén található. A falcsont (os parietale), a nyakszirtcsont (os occipitale) és a halántékcsont (os temporale) határolja.